# Yang Bo
Yang Bo, född 23 augusti 1978, är en kinesisk bågskytt. Han deltog vid olympiska sommarspelen 2000.